# ファイブ-エイス

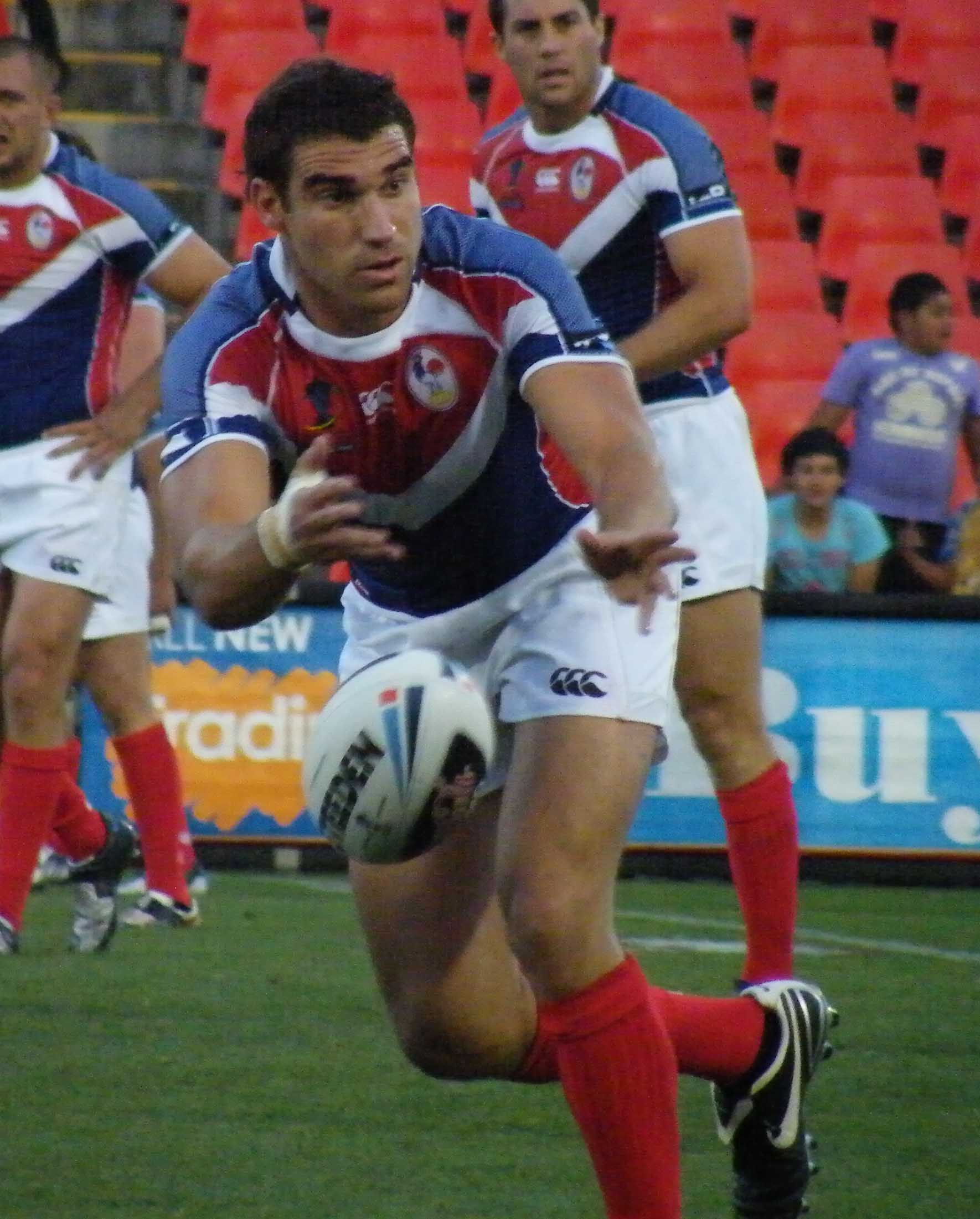
フランスのトマ・ボスクといったスタンドオフは優れたパス技術を必要とする。

ファイブ-エイス（英: Five-eighth、8分の5の意）またはスタンドオフ（英: Stand-off）は、ラグビーリーグフットボールチームにおけるポジションの1つである。背番号は6番。この選手はチームにおける2人のハーフバックスの1人であり、スクラムハーフとパートナーを組む。ピヴォットあるいはセカンドレシーバーと呼ばれることもある。伝統的な攻撃の「バックライン」（1番–7番）プレーにおいて、タックル後にダミーハーフ（フッカー）からのボールをスクラムハーフが最初に受け取り、次にファイブ-エイスがスクラムハーフからのボールを受け取る。
ファイブ-エイスの役割はタックルの周りの密集した地帯からボールを出すことであり、さらにボールを持って走るための広いスペースを持つセンターとウィンガーへとパスする。そのうえ、このポジションの選手は典型的に一般のプレーで陣地を獲得するためにボールをキックする責任がある。ファイブ-エイスはしたがって最も重要なポジションの1つであり、フィールド上で意思決定の役割を担う「プレーメイカー」と呼ばれることが多い。しかしながら、時間と共に競技が進化すると、2人のハーフの役割はより揃うようになり、区別が困難となっていった。その他の重要ポジション（フルバック、フッカー、スクラムハーフ）と共に、ファイブ-エイスはチームの背骨と呼ばれるものを作り上げている。
1996年に出版されたある本は、シニアラグビーリーグにおいてファイブ-エイスとフッカーは他のポジションよりも多くボールを手で扱う、と述べている。
ラグビーリーグ国際連盟の競技規則は、「スタンドオフハーフまたはファイブ-エイス」は背番号6でなければならない、と言明している。しかしながら、伝統的に選手の背番号は変化し、現代のスーパーリーグでは、それぞれのチームの選手はポジションにかかわらず個別の背番号が割り当てられている。

## 語源

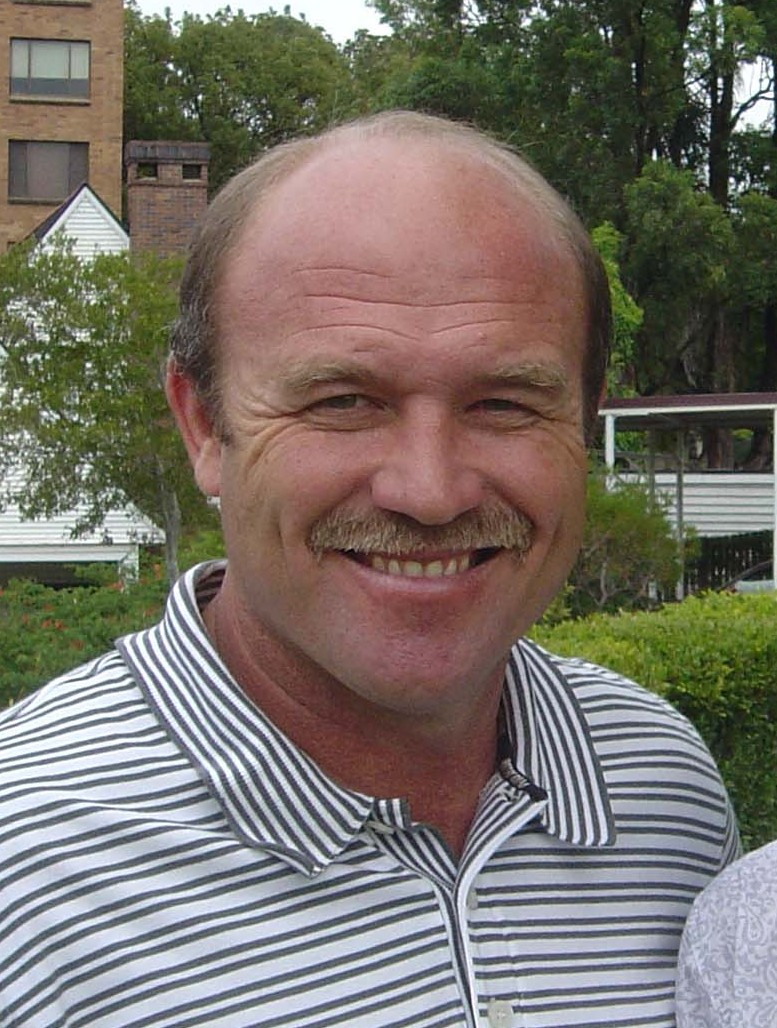
ワリー・ルイスは2008年にオーストラリア史上最高のファイブ-エイスに投票で選ばれた。

伝統的にラグビーフットボールでは、常に2人のハーフバックスがいる。2人のハーフバックスのうち、「スクラムハーフ」という名称はボールをスクラムへフィードすることによってスクラムに関与するほうに与えられ、「スタンドオフハーフ」という名称はスクラムの横に「離れている」（stand off）ほうに与えられた。ラグビーリーグ発祥の地であるイギリスでは、これらの用語が保持されてきた。しかしながら、オーストラリア英語では、背番号7が一般に「ハーフバック」と呼ばれ、背番号6はこれと区別するために「ファイブ-エイス」と呼ばれる。ニュージーランドでは、どちらの用語も区別しないで使われるように見える。

## 特筆すべきスタンドオフ
それぞれの国の殿堂入りしたファイブ-エイスはイングランドのロジャー・ミルワード、オーストラリアのワリー・ルイス、ボブ・フルトン、ブレット・ケニー、アルバート・ローゼンフェルド、ヴィック・ヘイ、ニュージーランドのジョージ・メンジーズである。
ラグビーリーグ初の黒人選手ルシウス・バンクスは1912-13シーズンにハンスレットRLFCでこのポジションでプレーした。